# Heilig Hartkerk (Heist-op-den-Berg)

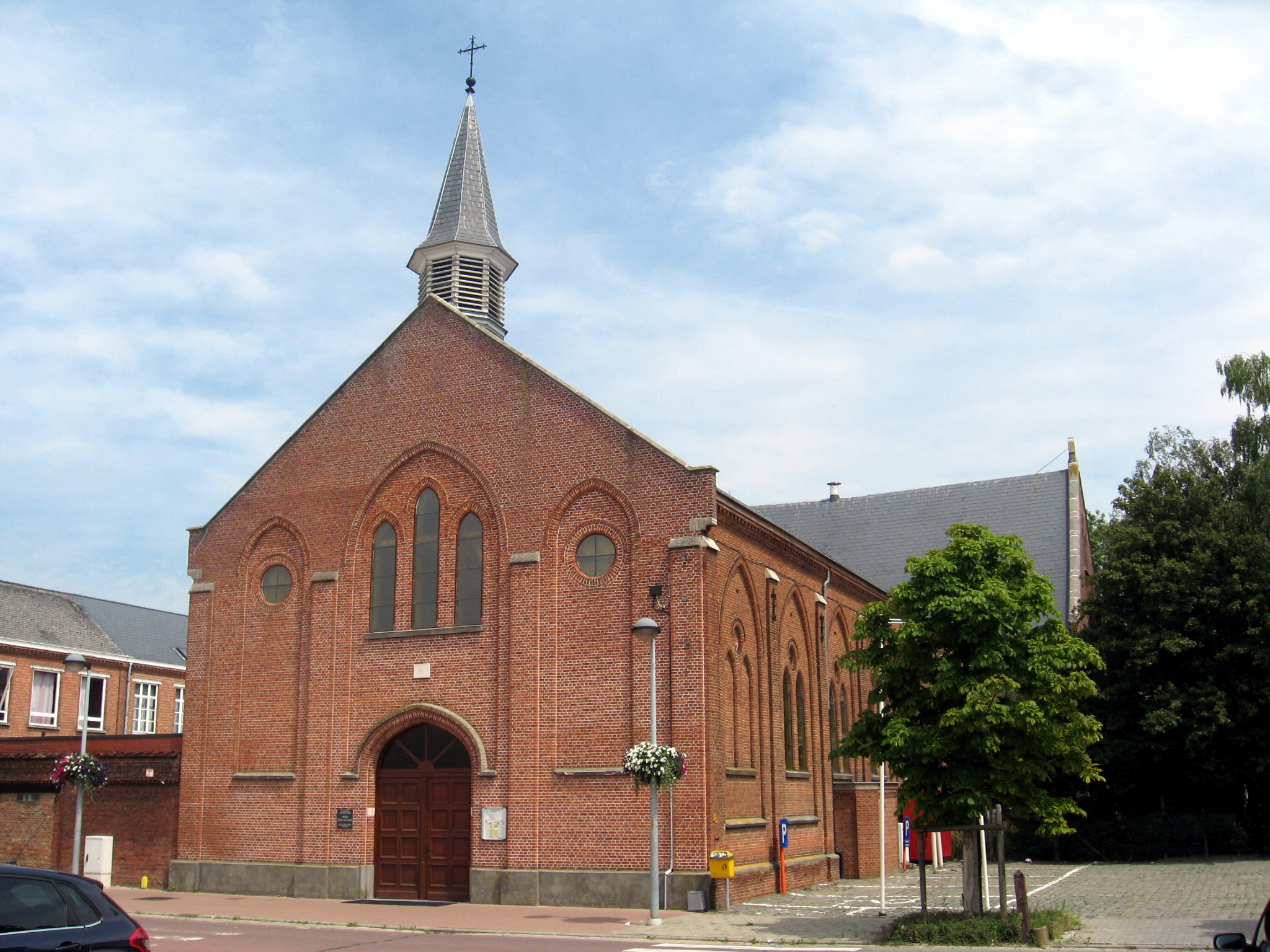
Heilig Hartkerk

De Heilig Hartkerk is een parochiekerk in de tot de Antwerpse gemeente Heist-op-den-Berg behorende plaats Heist-Station, gelegen aan de Heilig Hartstraat 2.

## Geschiedenis
In 1914 werd te Heist-Station een parochie opgericht. Er werd een noodkerk gebouwd. In 1922 kwam een definitieve kerk gereed die in 1935 nog werd uitgebreid met een transept en een koor.

## Gebouw
Het betreft een eenbeukig bakstenen kruiskerkje dat naar het noordoosten is georiënteerd. De stijl is een sobere neogotische stijl. Boven de voorgevel bevindt zich een dakruiter.
Het interieur wordt overkluisd door een houten spitstongewelf.
Het kerkmeubilair is neogotisch. De kerk bezit enkele 19e-eeuwse heiligenbeelden.